# Seconda apologia
La Seconda apologia è un'opera di apologetica cristiana scritta in greco antico da san Giustino martire intorno al 155. Dal momento che inizia senza alcun preambolo, gli studiosi ritengono che essa sia un'aggiunta o la conclusione della Prima apologia.

## Testimoni
Le tre opere riconosciute come autentiche di Giustino (Prima e Seconda Apologia, e Dialogo con Trifone) si trovano in un unico manoscritto in lingua greca, realizzato nel 1364.
Nel XIX secolo vari studiosi hanno messo in dubbio l'autenticità per l'assenza di citazioni scritturistiche che invece abbondano nelle altre opere di Giustino. Ad una lettura più attenta, tuttavia, risultano, numerose le allusioni bibliche che attestano non soltanto la profonda conoscenza della Sacra Scrittura da parte dell'autore, ma anche la sua assimilazione e la capacità di applicarne i contenuti a questioni teologiche e temi della vita pratica dei cristiani.

## Datazione
Alcuni studiosi come Karl Hubik e Gustave Bardy  ritengono che si tratti di un'altra apologia, probabilmente quella menzionata da Eusebio di Cesarea e che sarebbe stata scritta in risposta ad un nuovo attacco di Frontone intorno all'anno 160. Pertanto, sarebbe databile tra il 161 e il 165.
Come altre opere dello stesso genere letterario, l'apologia si conclude con la richiesta di porre fine alla persecuzione dei cristiani.

## Scopo dell'opera
Il motivo della redazione del testo è data dalla condanna a morte di tre cristiani che erano stati denunciati al prefetto Lolio Urbico e che erano stati decapitati dopo aver ammesso la propria fede. Giustino cerca di esporre le vere ragioni dietro le recenti persecuzioni dei cristiani sotto Urbico I e l'assoluta irrazionalità delle calunnie propagandistiche diffuse contro i cristiani.

## Contenuto

### Persecuzione dei cristiani sotto Urbico
Giustino racconta la storia di una donna che si rifiutò di conformarsi alle pratiche immorali del marito dopo essersi convertita al cristianesimo ascoltando gli insegnamenti di Gesù. Ella desiderava divorziare poiché i disaccordi erano gravi, ma, essendo scoraggiata a farlo, continuò quella relazione fino al giorno in cui era divenuta eticamente. Quando sottoscrisse la lettera di divorzio, il marito si vendicò portando le accuse contro di lei al cospetto dell'imperatore. Allorché non gli fu più possibile fare nulla contro di lei, si rivoltò contro i capi cristiani che il prefetto Urbico iniziò a perseguitare duramente.

### Potere dei demoni sul mondo
Secondo Giustino, sono gli angeli caduti e i demoni coloro che incoraggiano tale odio e male contro il popolo di Dio, il popolo che riunisce quanti conoscono il Figlio di Dio e hanno risposto con fede alla sua parola.
Giustino attribuisce le persecuzioni al potere dei demoni, pur trovando al loro interno uno strumento di cui Dio si serve per condurre a Sé i suoi fedeli verso la virtù e il premio,  e mostrare agli altri la superiorità del cristianesimo sui culti pagani. Questi demoni sono quegli spiriti nati dall'unione degli angeli caduti con le donne del genere umano prima del Diluvio universale e che, secondo la Bibbia, andarono distrutte con quest'ultimo (v. nephilim). Essi odiano tutti coloro in cui dimora la Parola di Dio (come Eraclito e Musonio), e tengono gli umani in schiavitù mediante le arti magiche, le libagioni e altri sistemi intimidatori. Sono esorcizzati dai cristiani nel Nome di Gesù.

### Apologia contro la propaganda anticristiana
I cristiani venivano accusati di cannibalismo (in particolare nel rito eucaristico) e di immoralità sessuale. Giustino replica che la fedeltà a Cristo di fronte alla morte dimostra che i cristiani non sono dei cercatori di piacere. Al contrario, erano gli accusatori ad avere un sistema religioso in cui i nobili sacrificavano degli esseri umani a dèi come Saturno e in cui l'immoralità sessuale era apertamente praticata senza pudore.
A quanti obiettavano che i cristiani che confessavano in tutta la tranquillità la loro religione, pur sapendo che sarebbero stati giustiziati, avrebbero potuto suicidarsi, l'autore ribatte che il suicidio è un peccato mortale contrario alla volontà di Dio.

### Appello finale
Descrivendo i cristiani come coloro che amano Dio e la Sua Parola, l'autore rivolge un appello affinché il mondo non sia superstizioso nei loro confronti, giudicando giustamente "in un modo consono alla pietà e alla filosofia" quelle dottrine che sono più elevate di tutta la filosofia umana.